# Stonebridge Park (métro de Londres)
Stonebridge Park (en anglais : Stonebridge Park tube station ou Stonebridge Park Underground Station), est une station de la ligne Bakerloo du métro de Londres, en zone 3 Travelcard. Elle est située sur la North Circular Road, à Stonebridge, sur le territoire du borough londonien de Brent, dans le Grand Londres.
Elle est en correspondance avec la gare de Stonebridge Park desservie par le réseau London Overground dont les trains de banlieue utilisent les mêmes voies et quais.

## Situation sur le réseau
La station Stonebridge Park de la ligne Bakerloo du métro de Londres utilise l'infrastructure, quais et voies, de la gare de Stonebridge Park sur la Watford DC line (en) qu'emprunte la ligne Bakerloo. Elle est située entre la station Wembley Central, en direction du terminus Harrow & Wealdstone et la station Harlesden en direction du terminus Elephant & Castle. Elle dispose, en partage avec la gare, de deux voies et deux quais latéraux numérotés 1 et 2.

Plans : de la Bakerloo line, de la Watford DC line et des transports à Londres
Bakerloo line.
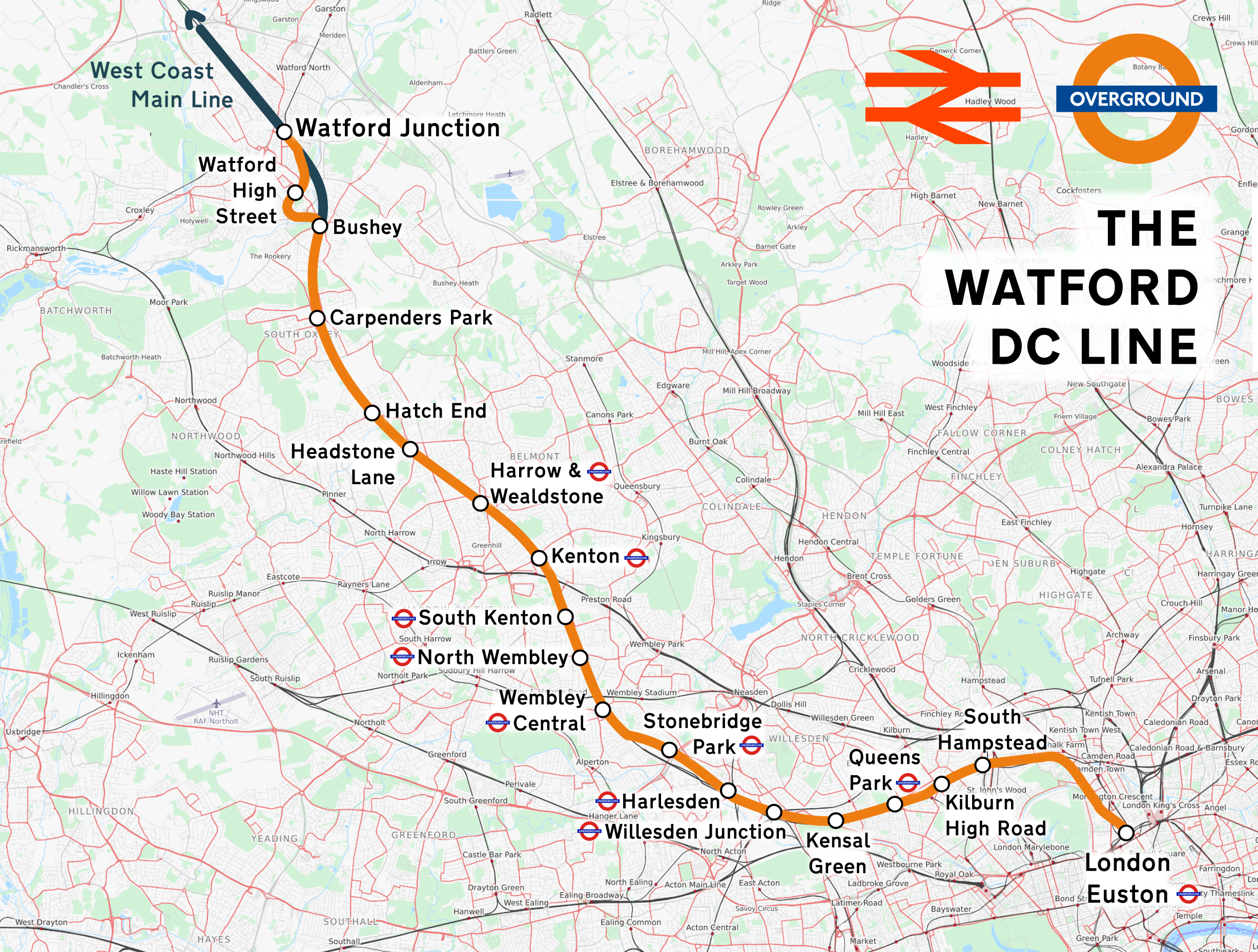
Watford DC line.
Réseaux de Londres.

## Histoire
La station Stonebridge Park est mise en service en 1916 pour être desservie par la Bakerloo line.
Les quais de la gare actuelle et les bâtiments associés ont d'abord été construits par le London, Midland and Scottish Railway à la suite des destructions des structures d'origine par les bombardements de la Seconde Guerre mondiale.
Du 24 septembre 1982 au 4 juin 1984, la station est le terminus nord opérationnel de la Bakerloo line.

## Services aux voyageurs

### Accès et accueil
La station utilise l'entrée principale, commune avec la gare, sur la North Circular Road, à Stonebridge.

### Desserte
Stonebridge Park est desservie par les rames de la ligne Bakerloo du métro de Londres circulant sur la relation Harrow & Wealdstone  et Elephant & Castle.

Dessertes
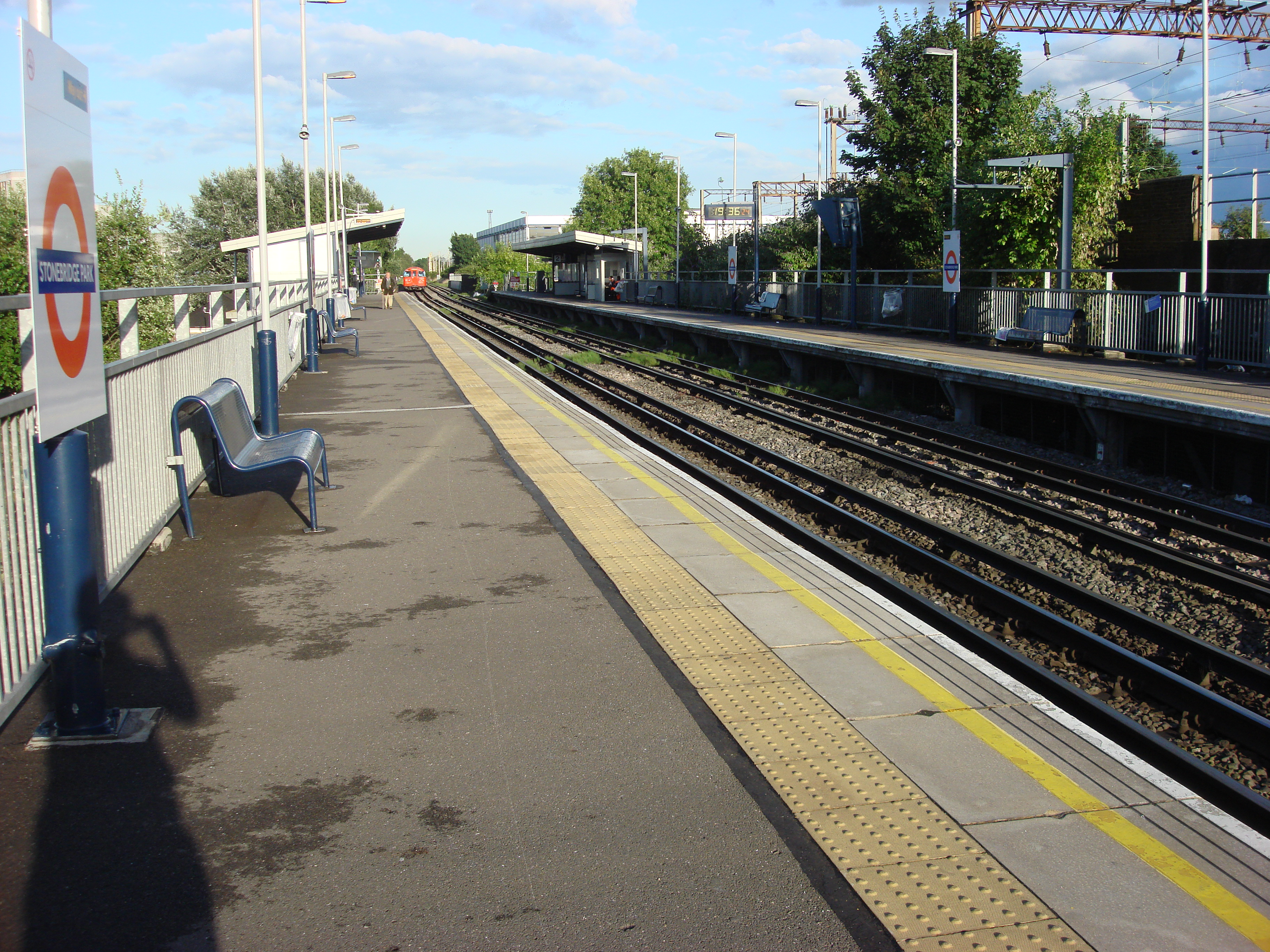
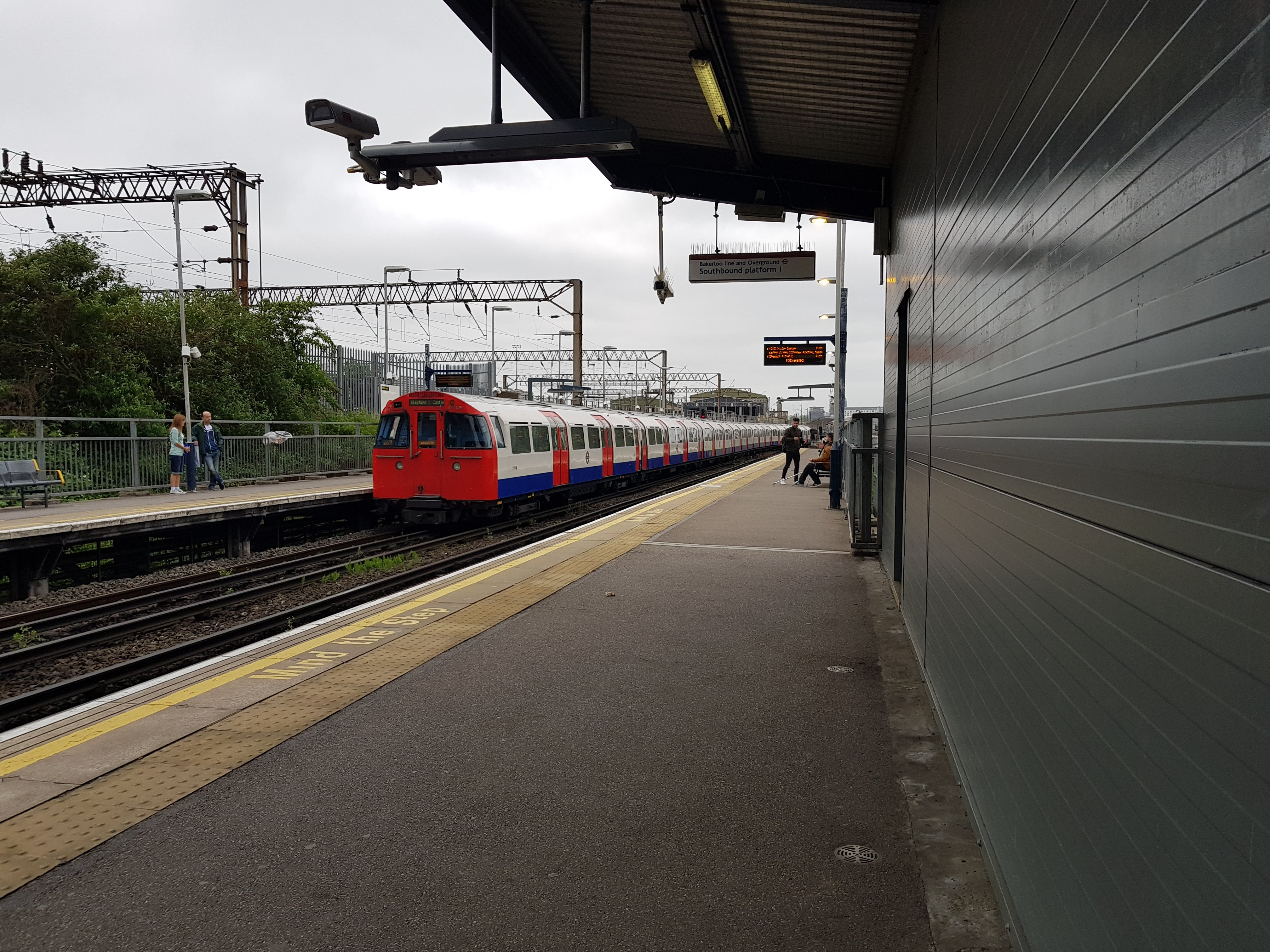
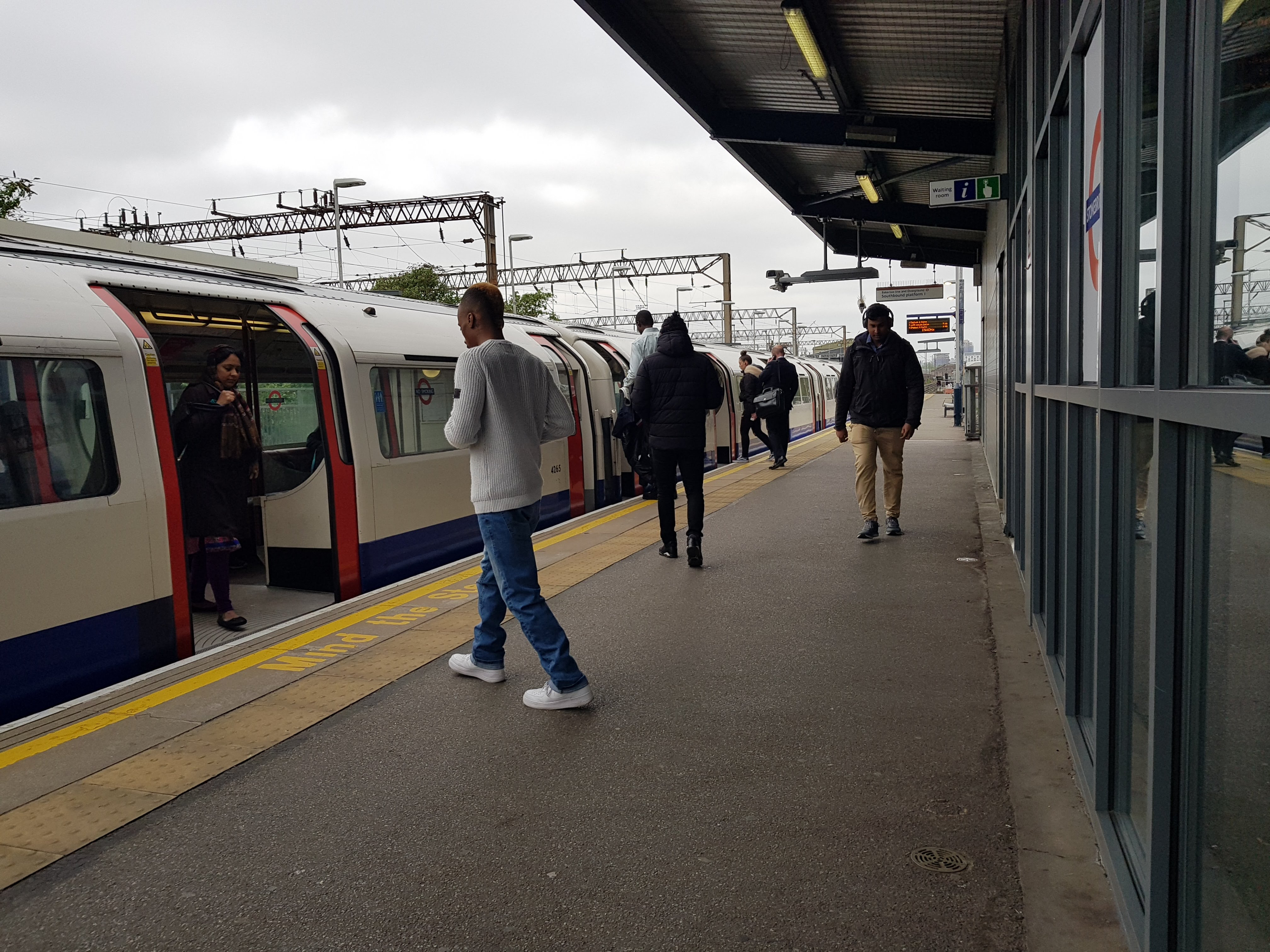

### Intermodalité
Elle est en correspondance avec la gare de Stonebridge Park, du réseau London Overground, qui utilise la même infrastructure (voies et quais).
Comme la gare, la station est desservie par des autobus de Londres des lignes 112 et 440.

## À proximité
- Stonebridge
- Wembley